# Tess (voornaam)
De naam Tess, een verkorting van Tessa, Tessy stamt mogelijk van de grondnaam Teresa of Theresia
Bekende Nederlandse en Belgische personen met de naam Tess
- Tess Gaerthé, een zangeres
- Tess Goossens, een zangeres en presentatrice
- Tess de Jong, een korfbalster
- Tess Milne, een presentatrice
- Tess Wester, een handbalster